# Эмиров родник
Эмиров родник (Эмирова ширинка) — родник бассейна реки Бодрак в селе Трудолюбовка Бахчисарайского района Крыма. Находится на левом берегу Бодрака, между устьями оврагов Мендер (Московский) и Шара (Ленинградский), в незастроенной центральной части Трудолюбовки. Расположен на высоте 233 м над уровнем моря, температура воды 9,5 ° С, недалеко от водокачки, снабжающей водой село — по сути, главный источник наполнения водораспределительного резервуара.
Родник был каптирован в довоенное время местным татарином Эмиром, что дало название источнику (Эмирова ширинка) и с тех пор использовался для водоснабжения. Е. П. Каюкова ввела в оборот вариант Эмиров родник. В разные годы дебит источника колеблется от 130 до 150 м³ в сутки (1,5—1,75 л/с), вода «пресная, гидрокарбонатнокальциевая щелочная от умеренно жесткой до жесткой». Длительное время родник изучался доцентом кафедры гидрогеологии и инженерной геологии Санкт-Петербургского университета Еленой Павловной Каюковой (в Трудолюбовке расположена летняя база СПбГУ), которая с соавторами опубликовала несколько научных работ, качающихся гидрогеологического состояния реки Бодрак и, в том числе, источника Эмиров родник.